# Городницька сільська рада (Городенківський район)
| Городницька сільська рада — орган місцевого самоврядування у Городенківському районі Івано-Франківської області з адміністративним центром у с. Городниця. Водоймища на території, підпорядкованій даній раді: річка Дністер. Сільській раді підпорядковані населені пункти: - с. Городниця — населення 1 115 ос.; засн. в 1448 році. - с. Передівання — населення 286 ос. |

## Склад ради
Рада складається з 16 депутатів та голови.

### Керівний склад ради
| ПІБ                          | Основні відомості                                                  | Дата обрання | Дата звільнення |
| ---------------------------- | ------------------------------------------------------------------ | ------------ | --------------- |
| Козак Богдан Васильович      | Сільський голова, 1972 року народження, освіта, безпартійний       | 26.03.2006   | 31.10.2010      |
| Козак Богдан Васильович      | Сільський голова, 1972 року народження, освіта вища, безпартійний  | 31.10.2010   | 27.05.2012      |
| Коломийчук Дмитро Степанович | Сільський голова , 1962 року народження, освіта середня спеціальна |              |                 |

Примітка: таблиця складена за даними джерела